# Episodi di Heartstopper (terza stagione)
La terza stagione della serie televisiva Heartstopper, composta da 8 episodi, è stata distribuita sulla piattaforma di streaming Netflix il 3 ottobre 2024.
| nº | Titolo originale | Titolo italiano | Pubblicazione UK | Pubblicazione Italia |
| -- | ---------------- | --------------- | ---------------- | -------------------- |
| 1  | Love             | Amore           | 3 ottobre 2024   | 3 ottobre 2024       |
| 2  | Home             | Casa            | 3 ottobre 2024   | 3 ottobre 2024       |
| 3  | Talk             | Parlare         | 3 ottobre 2024   | 3 ottobre 2024       |
| 4  | Journey          | Percorso        | 3 ottobre 2024   | 3 ottobre 2024       |
| 5  | Winter           | Inverno         | 3 ottobre 2024   | 3 ottobre 2024       |
| 6  | Body             | Corpo           | 3 ottobre 2024   | 3 ottobre 2024       |
| 7  | Together         | Insieme         | 3 ottobre 2024   | 3 ottobre 2024       |
| 8  | Apart            | Lontani         | 3 ottobre 2024   | 3 ottobre 2024       |

## Amore
- Titolo originale: Love
- Diretto da: Andy Newbery
- Scritto da: Alice Oseman

### Trama
È estate.
L'intero gruppo si ritrova con grande serenità al mare. Charlie è un po' in ansia perché vorrebbe dire a Nick che lo ama, ma non ci riesce.
Prima di partire per il mare si confida con la sorella e, in seguito, con Isaac. Entrambi gli consigliano di farlo e che sicuramente Nick ricambierà i suoi sentimenti. Mentre sono in spiaggia Nick nota che Charlie mangia ancora molto poco e si preoccupa che abbia un disturbo alimentare, mentre fanno un bagno Nick rivela a Charlie le sue preoccupazioni, ma il ragazzo gli dice che il suo problema non è così grave. Charlie dopo questa discussione è molto turbato ma, ritornati dal mare, riesce a dire a Nick che lo ama mentre il ragazzo fa la doccia e lui è fuori dal bagno.
Dopo la dichiarazione Charlie saluta Nick, che è ancora sotto la doccia e torna a casa a piedi. Nick esce di fretta dalla doccia, raggiunge Charlie in strada e gli dichiara tutto il suo amore.
Darcy ora vive a casa con Tara, dopo la discussione con la madre. La convivenza va bene tra le due ma Tara confida a Nick che vorrebbe che Darcy si trasferisse dalla nonna per avere un legame con una persona adulta e che la loro relazione segua una via più lineare, senza raggiungere tappe troppe affrettate. Tara lo rivela anche a Darcy, che decide di acconsentire alla richiesta della sua ragazza. 
Mentre si confida con Charlie, Isaac gli rivela che crede di essere asessuale e aromatico.
Per Tao e Elle l'estate è carica d'amore, Tao fa di tutto per rendere l'estate con Elle il più romantica possibile mentre la loro relazione prosegue con grande passionalità.

## Casa
- Titolo originale: Home
- Diretto da: Andy Newbery
- Scritto da: Alice Oseman

### Trama
Nick parte per una vacanza a Maiorca con gli zii e i cugini più piccoli dove si assenterà per tre settimane.
Durante le vacanze il ragazzo fa coming out con gli zii, che accolgono la notizia con serenità, Nick e Charlie rimangono in contatto, Nick è molto preoccupato per la possibilità che Charlie abbia un disturbo alimentare. 
Verso la fine della vacanza, al telefono, Charlie rivela in lacrime a Nick di aver compreso di aver un disturbo alimentare, Nick entra nello sconforto e si confida con la zia. 
La donna, che è anche una psichiatra, rassicura il nipote dicendogli che non può essere lui a salvare Charlie, perché necessita dell'aiuto di uno specialista, ma che lui può stargli accanto, sostenerlo ed amarlo. Nick si lascia andare ad un grande abbraccio consolatorio alla zia.
Durante la permanenza di Nick a Maiorca, Charlie si chiude in sé stesso, vede poco gli amici e mangia pochissimo, rendendo anche molto apprensiva la sorella. Ha anche una lite con la madre, preoccupata per il troppo tempo che il figlio passa con Nick e per l'idea che la loro relazione possa allontanarlo dallo studio.
La solitudine che sente e il ricordo delle parole di Nick durante il bagno al mare portando Charlie a comprendere di avere un disturbo alimentare.
Darcy si trasferisce dalla nonna, la convivenza va bene, contrariamente al rapporto con la madre. La nonna è felice di avere la nipote a casa con lei, Darcy fa subito coming out con la nonna, che appare molto tranquilla al riguardo.
Tao e Elle sono sempre più legati, tuttavia il ragazzo teme che il trasferimento di Elle alla nuova scuola possa allontanarli, ma la ragazza lo rassicura: per lei sarà una nuova esperienza ma non si allontanerà da lui perché lo ama.
Isaac soffre un po' per la lontananza dagli amici. Il rapporto tra Tao e Elle lo fa sentire di troppo e Charlie non è molto presente. Un pomeriggio il ragazzo va a trovare Charlie e gli esprime i suoi sentimenti. I due passano una giornata insieme ritrovando un po' di complicità.

## Parlare
- Titolo originale: Talk
- Diretto da: Andy Newbery
- Scritto da: Alice Oseman

### Trama
Tornato da Maiorca, Nick rivede Charlie a scuola. La loro routine ritorna quella di un tempo ma in entrambi rimane un velo di preoccupazione. 
Charlie organizza una festa per il compleanno di Nick, a cui partecipa l'intero gruppo. Durante la giornata di festa allo zoo, Isaac si scontra pesantemente con Tao, il quale accusa l'amico di non avere più tempo per lui e di essere eccessivamente concentrato nella sua storia con Elle.  
Dopo una piccola chiaccherata con Elle, Tao affronta l'amico che gli rivela la sua solitudine e la sua difficoltà nel vivere la sua vita come un tempo dopo aver compreso di essere aromantico. La conversazione si conclude con le rassicurazioni da parte di tutto il gruppo: forse non vivrà mai una relazione d'amore, ma avrà sempre gli amici. 
Dopo la giornata allo zoo, con molto tatto, anche grazie ai consigli della zia psichiatra, Nick affronta Charlie riguardo ai suoi problemi alimentari. 
Charlie si convince di doverne parlare con i suoi genitori, con Nick al suo fianco rivela al padre e alla madre del suo disturbo, questo porta i genitori a rimanere accanto al figlio ed aiutarlo il più presto possibile.

## Percorso
- Titolo originale: Journey
- Diretto da: Andy Newbery
- Scritto da: Alice Oseman

### Trama
L'episodio è diviso in due parti che raccontano lo stesso arco di tempo dal punto di vista di Nick prima e di Charlie poi. 
Nick: dopo aver rivelato ai genitori i suoi problemi con il cibo, Charlie viene ricoverato in un centro di recupero per persone con problemi alimentari da settembre a dicembre. Nick cerca di continuare con la sua vita, uscendo con gli amici, andando a scuola, inizia le lezioni di scuola guida e facendo sport. Dentro di sé sente molto la mancanza di Charlie e la malinconia raggiunge l'apice durante la festa di Halloween: Nick si lascia andare ad un pianto disperato tra le braccia di Tao. Nei mesi successivi a Charlie viene permesso di contattare le persone della sua vita e i due innamorati riescono a sentirsi via telefono.
Poco prima di Natale Nick rivede Charlie, va a trovarlo alla clinica insieme alla famiglia del suo fidanzato.
In questo frangente di tempo Darcy si taglia i capelli e cerca di usare un linguaggio più inclusivo. Durante la festa di Halloween Imogene beve molto e bacia Sarah.
Charlie: durante il ricovero Charlie segue una psicoterapia e apprende di essere affetto da anoressia nervosa e disturbi ossessivo compulsivo legato al cibo.
La famiglia del giovane gli è accanto durante tutto il percorso, pur mantenendo quasi nulli i rapporti a causa delle ristrettezze del percorso di cura, Charlie segue anche delle lezioni, che gli permettono di rimanere in pari con gli studi.
Grazie all'aiuto della terapia e di una coach, Charlie migliora, può riprendere i contatti con gli amici dopo un paio di mesi e, poco prima di Natale, riceve anche la visita di Nick. Quando i due si rivedono, il loro legame sembra non aver subito alcuna incrinatura. Nick fa vedere un video che Tao ha preparato per l'amico in cui tutto il gruppo saluta Charlie e gli dichiara il suo affetto. 
Qualche giorno dopo Charlie viene dimesso.

## Inverno
- Titolo originale: Winter
- Diretto da: Andy Newbery
- Scritto da: Alice Oseman

### Trama
È il giorno di Natale. Tutti i protagonisti passano la festività in famiglia e si fanno gli auguri via telematica, mostrandosi i loro outfits.
A casa di Charlie sono invitati nipoti e nonni e ciò crea un po' di ansia al giovane perché teme domande o commenti riguardo la sua condizione di salute.
Già all'arrivo dei parenti vi sono i primi commenti dei nonni, che sconfortano Charlie.
La sorella Tori è sempre al fianco del fratello. Poco dopo pranzo, dopo essersi accorta che il figlio ha mangiato poco, la madre affronta Charlie. I due litigano perché il figlio chiede alla madre di non forzarlo.
In seguito all'ennesimo commento dei parenti sulla sua condizione, Charlie lascia la casa e si reca da Nick.
Nick sta passando il Natale in maniera abbastanza spensierata, anche se ha modo di discutere con il fratello per la mancanza del padre. Nick sa che non arriverà, David invece s'illude che possa arrivare. Il padre non si presenta per l'intera giornata.
Dopo che Charlie raggiunge Nick, i due passano un po' di tempo insieme, Nick presenta il fidanzato alla famiglia. In camera di Nick i due si scambiano i regali e un po' di effusioni. La vicinanza tra i due sembra voler andare oltre i baci, ma qualcosa blocca Charlie, Nick lo percepisce e i due decidono di fermarsi.
Poco dopo Tori raggiunge Charlie a casa di Nick, le viene presentato il nuovo cane di Nick e, dopo aver parlato della giornata, Charlie torna a casa un po' più rilassato.
Il Capodanno è una festa più spensierata. I ragazzi lo passano tutti insieme. Tao e Elle fanno l'amore per la prima volta, dopo che la ragazza aveva avuto qualche titubanza a causa della sua disforia.
Tori conosce un ragazzo: Michael.
Imogen nuovamente ubriaca ha un riavvicinamento con Sahar. Quest'ultima rivela a Imogen che ha scoperto di essere bisessuale perché si sentiva attratta da lei.

## Corpo
- Titolo originale: Body
- Diretto da: Andy Newbery
- Scritto da: Alice Oseman

### Trama
È aprile.
Charlie si reca da Geoff, il suo terapeuta. Insieme al dottore Charlie ha modo di discutere dei suoi progressi, anche se fatica non poco a vederli. Il rapporto con il cibo prosegue verso la normalità, con qualche ricaduta a cui il terapeuta dice di non dare peso, perché nella norma; anche i rapporti con le altre persone proseguono al meglio, soprattutto quello con Nick: senza pensieri intrusivi la loro relazione ha maggiore energia e vigore.
Dopo Natale, Charlie rientra a scuola e, malgrado alcune domande scomode, si reinserisce al meglio, la vicinanza con Nick si fa sempre più intensa, tanto che Charlie si confida con Tao e Isaac sulla possibilità di fare l'amore con Nick.
Per il compleanno di Charlie, Nick gli regala un biglietto per uno show del suo storico preferito. La festa di compleanno è a casa del giovane, tutti i ragazzi bevono molto. 
Durante la serata Imogen e Sahar chiariscono il loro rapporto: le due saranno solo amiche. Dopo aver ricevuto degli ottimi voti e essere diventata capo classe, Tara si sente molto sotto pressione, tanto che, dopo alcune domande degli amici riguardanti il suo futuro, la ragazza ha un leggero attacco di panico, sedato da Charlie.
A fine serata Charlie, molto ubriaco, rivela a Nick di voler fare sesso con lui. Anche Nick prova lo stesso desiderio, ma preferisce farlo da sobri. Charlie gli rivela che preferirebbe farlo da ubriachi perché così non teme che il suo corpo non piaccia a Nick.
La mattina seguente i due riprendono il discorso, con vergogna di Charlie. Qualche ora dopo e dopo essere andati allo show dello storico preferito da Charlie, tra lui e Charlie c'è un avvicinamento molto forte, Charlie non si sente completamente a suo agio, ma cerca di lasciarsi andare. Il loro avvicinamento viene interrotto dalla madre di Charlie che entra nella stanza con prepotenza.
Grazie ai suoi ritratti che hanno avuto molto successo sui social, Elle viene invitata ad una trasmissione radiofonica. L'esperienza si rivelerà fortemente negativa per la ragazza in quanto la dj le fa molte domande sul suo percorso di transizione e la situazione politica e sociale, che imbarazzano molto Elle.
I genitori della ragazza e Tao la confortano dal suo profondo stato di prostrazione.

## Insieme
- Titolo originale: Together
- Diretto da: Andy Newbery
- Scritto da: Alice Oseman

### Trama
La scuola sta per finire e i ragazzi hanno gli esami di fine anno.
Tara sembra essersi ripresa dopo l'attacco di panico, ha capito che stava chiedendo troppo a sé stessa e ora vuole dedicarsi con più calma a ciò che ama. Darcy è sempre al suo fianco e sa quanto la sua ragazza ha fatto per lei. Le due discutono anche sulla possibilità che Darcy appartenga al genere non binario.
Elle è abbastanza scossa dopo la trasmissione radiofonica e si confida con i suoi amici di scuola, credendo che Tao non la possa completamente comprendere.
Il ragazzo, per farle sentire la sua vicinanza, crea un video per Elle in cui le mostra cos'è lei per lui. Elle è profondamente commossa.
Charlie e Nick sono ormai pronti per fare l'amore e si confidano il primo con Tao e Isaac e il secondo con Tara.
I due ragazzi sono sempre più vicini e in più di un'occasione sembrano raggiungere il momento fatidico, ma qualcosa o qualcuno li interrompe.
Dopo un allenamento di rugby, Nick propone a Charlie di passare una notte insieme.
Charlie chiede il permesso ai genitori ma la madre è restia. I due litigano e Charlie esce di casa e si reca da Nick.
Mentre Nick cerca le varie università che vorrebbe frequentare riceve la visita di Charlie. Quest'ultimo si sfoga con Nick riguardo alla lite con la madre, Nick rivela a Charlie di credere di essere più fragile di lui e di non sapere chi è senza di lui.
Charlie tranquillizza il fidanzato e lo bacia. Le effusioni si espandono al resto del corpo e i due, finalmente, fanno l'amore.
È per entrambi un'esperienza molto intensa, che li lascia coinvolti e soddisfatti.
Prima di rientrare a casa Charlie e Nick parlano dell'università. Nick sembra intenzionato ad andare in un'università vicino casa.
Quando rientra a casa, Charlie si riappacifica con la madre.

## Lontani
- Titolo originale: Apart
- Diretto da: Andy Newbery
- Scritto da: Alice Oseman

### Trama
Nick, Tara, Elle e Imogen partono per delle visite alle università dello stato.
Durante il viaggio Nick si confida con le amiche, rivelando loro di non voler andare in un'università troppo lontana per non lasciare solo Charlie. Le ragazze gli consigliano di aver fiducia del suo fidanzato e di pensare come prima cosa a realizzarsi, altrimenti potrebbe implodere. Tra le università a Nick sembra piacere di più una situata a quattro ore e mezza di viaggio da casa. Ciò lo preoccupa.
Imogen rivela a Nick di non essere sicura che le sia mai piaciuto un ragazzo nel suo passato, negli ultimi tempi ha un grosso problema con la sua identità.
Charlie si sta preparando per il concerto che terrà con Sahar e la sua band. Durante le prove Charlie ha modo di dire a Tao e Isaac quanto è affezionato a loro. Alla seduta con Geoff, Charlie è aperto alla possibilità di andare in terapia una volta ogni due settimane, anziché ogni settimana. Nel frattempo cerca anche di ideare il progetto per diventare il rappresentante degli studenti, su suggerimento dei suoi professori.
Tori ha un blocco emotivo legato a Michael in quanto il ragazzo vorrebbe che i due etichetassero la loro relazione. Tori è molto spaventata dal fare coppia fissa, perché teme di non poter regalare sentimenti a un'altra persona. Charlie rassicura la sorella dicendole che nell'ultimo anno l'ha riempito d'amore e che se ne donerà un po' a Michael potrà essere certa di essere in grado di regalare amore a qualcun altro.
Dopo il ritorno dal loro viaggio Nick e gli amici assistono al concerto di Charlie e Sahar. 
Elle dice a Tao che vorrebbe seguire dei corsi d'arte in Europa, Tao è entusiasta e le risponde che dovrà trovarsi un lavoro per pagarsi i viaggi per andarla a trovare.
Charlie passa la notte da Nick.
I due fanno sesso, Charlie si lascia spogliare completamente, facendo vedere a Nick tutte le sue cicatrici legate al suo autolesionismo.